# 須恵中央駅
須恵中央駅（すえちゅうおうえき）は、福岡県糟屋郡須恵町大字須恵にある、九州旅客鉄道（JR九州）香椎線の駅である。駅番号はJD14。

## 歴史
- 1989年（平成元年）3月11日：開業[2]。
- 2000年（平成12年）7月1日：自動改札機を設置し、供用開始[3]。
- 2009年（平成21年）3月1日：ICカード「SUGOCA」の利用が可能となる[4]。
- 2015年（平成27年）3月14日：駅遠隔案内システム（Smart Support Station）「ANSWER」の導入に伴い無人化[5]。

## 駅構造

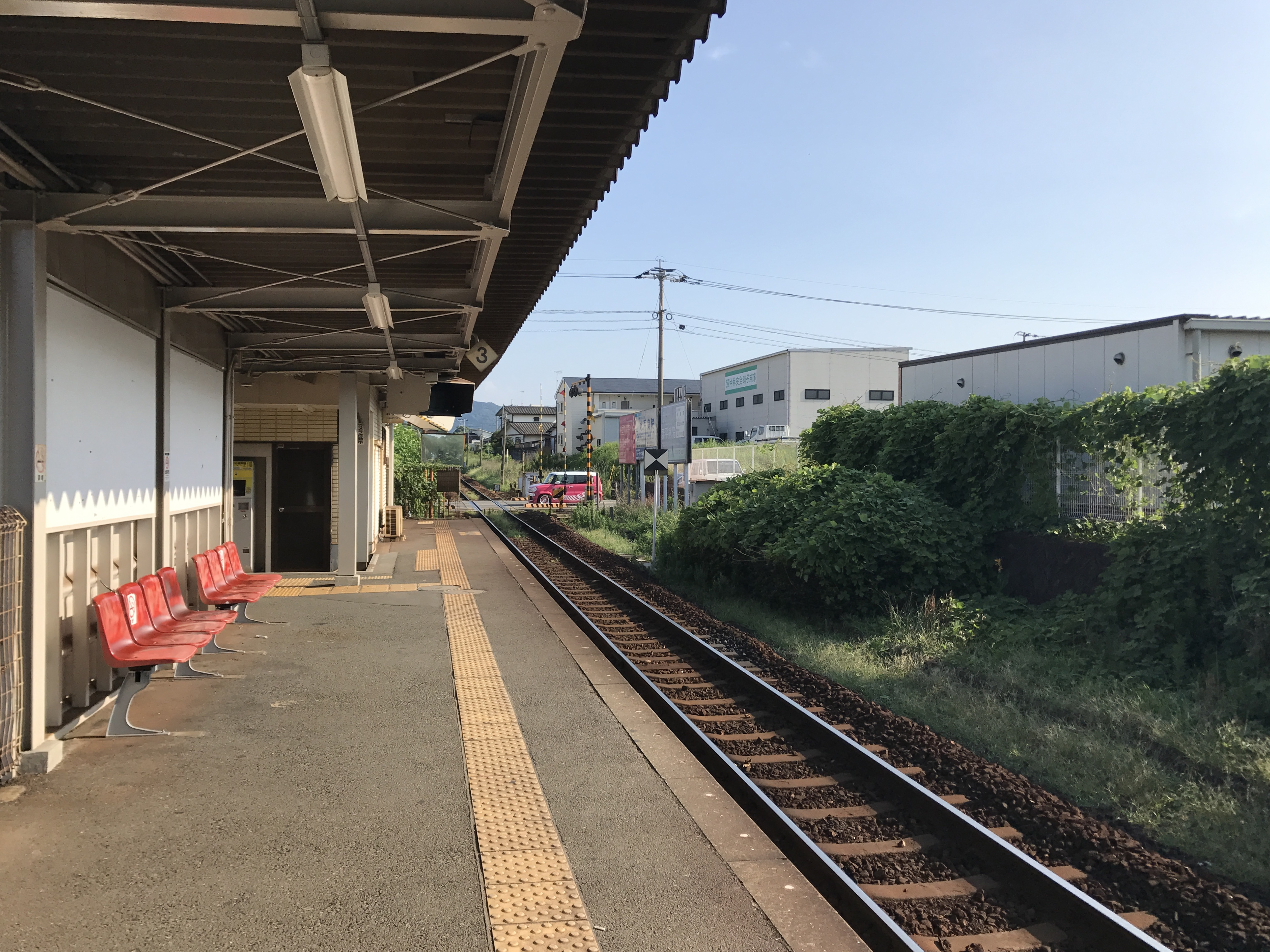
ホーム（2017年7月）

単式ホーム1面1線を有する無人駅。
SUGOCAの利用が可能であり、チャージや無記名SUGOCAの発売も行っている。非常時には遠隔案内に対応する。自動改札機が導入されているが、無人化と同時に磁気券投入口が塞がれたためICカード専用である。

## 利用状況
2020年（令和2年）度の1日平均乗車人員は1,155人であり、JR九州の駅としては第123位である。
近年の1日平均乗車人員は下表のとおりである。
| 年度               | 1日平均 乗車人員 |
| ------------------ | ---------------- |
| 2016年（平成28年） | 1,384            |
| 2017年（平成29年） | 1,416            |
| 2018年（平成30年） | 1,399            |
| 2019年（令和元年） | 1,394            |
| 2020年（令和02年） | 1,155            |

## 駅周辺
JR化後の新設駅であるが、町役場までは約250mの距離であるほか、町役場の東側にある図書館・多目的ホール・福祉センターなどの各種公共施設も徒歩圏内にある。また駅周辺には住宅地や商業施設なども多い。福岡県道35号筑紫野古賀線が駅の東側を香椎線に並行して通り、福岡県道91号志免須恵線が駅のすぐ南側を横切り、東西に通る。
- 須恵町役場
- 福岡県立須恵高等学校
- 須恵町立図書館
- アザレアホール須恵
- 須恵町福祉センター
- 須恵町立武道場
- 須恵町立須恵中学校
- 須恵町立須恵第一小学校
- 須恵町立須恵第三小学校
- 九州自動車道 須恵パーキングエリア

### バス路線
- 西鉄バス - 駅前にバス停はないので、駅前の県道91号線を約250m東側に行った場所にある「須恵役場前」停留所か、約200m西側に行った場所にある「めぐみ保育園前」停留所が最寄りバス停となる。また、約300m東側の「アザレアホール前」停留所からは福岡市中心部へのバスも運行されている。
  - ［3］志免鉄道公園・博多の森競技場・福岡空港（須恵役場前、アザレアホール前）
  - ［5］新生・志免・亀山・別府・福岡空港（須恵役場前、めぐみ保育園前）
  - ［5］佐谷（須恵役場前、めぐみ保育園前）
  - ［36］イオンモール福岡・妙見・天神（アザレアホール前）
  - ［3］［36］宇美営業所（アザレアホール前）
- 須恵町コミュニティバス - 駅前に須恵中央駅バス停があり、町内の以下の方面への路線が発着する。なお、当駅から約350m東側の福祉センターが運行の拠点となっており、下記以外の路線も利用可能である。
  - 山の神・旅石・須恵方面
  - 新原・川子方面

## 隣の駅
九州旅客鉄道（JR九州）
 香椎線
須恵駅（JD13） - 須恵中央駅（JD14） - 新原駅（JD15）